# Jorge Bendeck Olivella
Jorge Bendeck Olivella (Villanueva, La Guajira, 1937) es un político e ingeniero colombiano.

## Biografía
Es ingeniero de Petróleos y Geología de la Universidad Nacional de Colombia sede Medellín, con posgrado en palinología en la Universidad de Viena. Es sobrino suyo el empresario Álvaro Saieh Bendeck.

## Vida pública
Bendeck ha trabajado en la industria petrolera por más de treinta años, fue ministro de Obras y Transporte durante la presidencia de César Gaviria por cerca de dos años y embajador de Colombia en Alemania durante la presidencia de Ernesto Samper. Es profesor universitario, investigador, conferencista,  escritor y articulista.
Trabajó para la empresa estatal colombiana de petróleos Ecopetrol en 1964 como geólogo, ascendió hasta ser vicepresidente de exploración y producción, cargo que desempeñó en dos ocasiones. Bendeck es el fundador y primer director del Instituto Colombiano de Petróleo en 1985, tiempo en el cual fue profesor en la Universidad de América. Tras 28 años de servicio en Ecopetrol se retiró en 1992. Impulsor de los biocombustibles, con un grupo de importantes colombianos funda y actualmente dirige la Federación Nacional de Biocombustibles de Colombia.
Como ministro, Bendeck logró la expedición de la Ley 80 y la Ley 104. En 1996 fue nombrado por el presidente Ernesto Samper como embajador en Alemania.
En 2005 fue nombrado presidente de la Federación Nacional de Biocombustibles. 

## Obras publicadas
- La corbeta solitaria (1986)
- Tras las huellas del pirata.
- Perfiles eléctricos, herramientas para la evaluación de formaciones petrolíferas.
- Ecopetrol, historia de una gran empresa.
- El galeón perdido, ¿Dónde está el San José? (2003).
- El nido de hierbas (2012).
- La búsqueda inconclusa (2013).
- El almirante olvidado (2016).
- El Jardín de Piedras (2020).